# Babuline
Babuline (tiếng Ả Rập: بابولين) là một ngôi làng Syria nằm ở Hish Nahiyah ở huyện Maarrat al-Nu'man, Idlib. Theo Cục Thống kê Trung ương Syria (CBS), Babuline có dân số 2322 trong cuộc điều tra dân số năm 2004.